# Asmara Brewery FC
L'Asmara Brewery FC és un club de futbol eritreu de la ciutat d'Asmara.

## Palmarès
- Lliga eritrea de futbol: [2]
  - 2008